# Efrem II (metropolita kijowski)
Efrem II – przypuszczalny metropolita kijowski w latach 1091–1093.
W spisie sporządzonym przez Antoniego Mironowicza Efrem II wymieniany jest jako następca Jana III, zmarłego w 1191, i poprzednik Mikołaja, urzędującego od 1093. Zdaniem A. Poppego po śmierci Jana III urząd objął Mikołaj, zaś pogląd o działalności metropolity Efrema wynika z błędnego przypisania tytułu metropolity kijowskiego metropolicie perejasławskiemu o tym imieniu, działającemu w latach 70–90. XI wieku.